# Tarso Genro
Tarso Fernando Herz Genro GCRB • GOMM (São Borja, 6 de março de 1947) é um advogado, professor universitário, ensaísta, poeta e político brasileiro filiado ao Partido dos Trabalhadores (PT). Foi duas vezes prefeito de Porto Alegre e ministro da Educação, das Relações Institucionais e da Justiça durante o governo Lula.
Em 3 de outubro de 2010, foi eleito governador do Rio Grande do Sul no primeiro turno, com mais de 54% dos votos válidos. Foi o primeiro governador daquele estado a ser eleito em primeiro turno, desde o advento da eleição em dois turnos. Foi candidato à reeleição em 2014, mas acabou sendo derrotado pelo peemedebista José Ivo Sartori que obteve 61,27% dos votos válidos, no segundo turno.

## Biografia
Nascido em São Borja, Rio Grande do Sul, localizado na fronteira do Brasil com a Argentina. É o terceiro dos seis filhos da dona de casa Elly Herz e do advogado, escritor e político Adelmo Simas Genro. Um dos seus irmãos, o jornalista e teórico da comunicação Adelmo Genro Filho, falecido em 1988, também teve participação na política.

### Trajetória na Política
Tarso Genro começou sua trajetória política em 1968 aos 21 anos, ao ser eleito vereador pelo MDB em Santa Maria. Nesta mesma cidade, graduou-se em Direito pela UFSM. Seu pai havia sido vereador e era vice-prefeito, pelo PTB, da cidade à época do golpe militar de 1964. Ainda na UFSM, obteve especialização em Direito Trabalhista. Em 1969 casou com Sandra Krebs e em 1971 para não ser preso pelo DOPS exilou-se na cidade de Rivera, no Uruguai. Sua primeira filha, Luciana Genro, nasceu apenas treze dias após Tarso exilar-se. Nos mais de dois anos na cidade uruguaia Tarso trabalhou como professor de português e se encontrava com a filha Luciana quando a esposa vinha visitá-lo. No final de 1973 já inocentado das acusações levantas pela Ditadura Militar retorna ao Brasil e vai morar com a família em Porto Alegre. Paralelamente à carreira política, atuou como advogado de sindicatos e associações profissionais. De 1972 a 1987, Genro foi crítico de literatura no "Caderno de Sábado" do jornal porto-alegrense Correio do Povo.
No início da década de 1980, foi porta-voz do Partido Revolucionário Comunista (PRC) junto com o irmão. Em 1988, já no Partido dos Trabalhadores (PT), foi eleito vice-prefeito de Porto Alegre pela Frente Popular, chapa encabeçada por Olívio Dutra, também do PT. Acumulou o cargo de vice-prefeito com o de secretário de Governo. Entre 1989 e 1990 teve rápida atuação como deputado federal.
Em 1990 se candidatou pela primeira vez ao governo do Rio Grande do Sul, perdendo para Alceu Collares, do Partido Democrático Trabalhista (PDT). Regressou ao cargo de vice-prefeito, onde permaneceu até 1 de junho de 1992. Naquele ano, candidatou-se para suceder Dutra na prefeitura da capital. Foi eleito no segundo turno, derrotando Cezar Schirmer do PMDB com 60% dos votos. Conseguiu eleger Raul Pont como seu sucessor antes de ser eleito novamente em 2001.
Em 4 de abril de 2002, abandona a prefeitura para concorrer novamente ao governo estadual como sucessor de Dutra, então governador. Em disputa acirrada no segundo turno, Genro obteve 47,7% dos votos válidos, contra 52,3% de Germano Rigotto do PMDB. Após a derrota, foi convidado pelo presidente eleito Luiz Inácio Lula da Silva para comandar o Conselho de Desenvolvimento Econômico e Social, função na qual ficou até o início de 2004, quando Lula fez a sua primeira reforma ministerial. Tarso assumiu então o Ministério da Educação, em substituição a Cristovam Buarque.
Em pouco mais de um ano no cargo, Genro teve como principais realizações a criação do Prouni, um programa para criar vagas para alunos pobres nas universidades particulares, e o envio ao Congresso dos projetos de criação do Fundo de Manutenção e Desenvolvimento da Educação Básica (Fundeb) e do Piso Nacional dos Professores. Genro também deu início à expansão das Escolas Técnicas Federais, que seria concluída por seu sucessor Fernando Haddad. Durante sua gestão no MEC, foram criadas diversas universidades federais novas, dentre elas a Universidade Federal do Pampa (Unipampa).
Em 2005, com o escândalo do mensalão, Genro assumiu a presidência nacional do PT. Passou a defender, então, a refundação do partido. Na presidência interina do PT, Genro se lançou candidato para as eleições internas marcadas para o final de 2005, mas exigiu que sua chapa, formada pelo Campo Majoritário, tendência que domina o partido, excluísse José Dirceu, que havia sido cassado pela Câmara dos Deputados por seu envolvimento no escândalo.
Em 2006, com a reeleição de Lula, Genro passou a ocupar a pasta do Ministério das Relações Institucionais, e, em 16 de março de 2007, tomou posse como ministro da Justiça, cargo que ocupou até 10 de fevereiro de 2010, em substituição a Márcio Thomaz Bastos. No Ministério da Justiça criou o Programa Nacional de Segurança Pública com Cidadania (Pronasci) e a Bolsa Formação para policiais.
Em 10 de fevereiro de 2010, saiu do Ministério da Justiça para concorrer ao governo do Rio Grande do Sul, sendo eleito em 3 de outubro no 1º turno, com mais de 54% dos votos válidos. Foi candidato à reeleição em 2014, mas acabou sendo derrotado pelo peemedebista José Ivo Sartori que obteve 61,27% dos votos válidos.

## Controvérsias

### Defesa de partidários da Esquerda
Em diversas ocasiões, Tarso Genro atuou na defesa de políticos da esquerda e regimes socialistas. Esse tipo de conduta pode ser notado por exemplo na concessão de asilo político à Cesare Battisti e na controvérsia surgida com o pedido de retorno a Cuba de dois pugilistas que integravam a delegação que veio ao Brasil participar dos Jogos Pan-Americanos. Durante as denúncias de corrupção que levaram à queda da cúpula de diretores do Dnit, Tarso defendeu seu colega de partido Hideraldo Caron, um dos diretores do órgão público. De acordo com o ex-ministro da justiça, Hideraldo seria inocente uma vez que não teria cometido "ilegalidade por motivo doloso ou por interesse próprio". Tarso, já ocupando o cargo de governador do Rio Grande do Sul e contra decisão da justiça, participou de um desagravo em apoio à Pedro Ruas (PSOL-RS), vereador da esquerda de Porto Alegre condenado criminalmente em segunda instância por difamação ao marido de Yeda Crusius durante a campanha eleitoral de 2009. Admitiu em entrevista que foi o responsável pela criação do cargo de adido policial para abrigar em Lisboa o ex-diretor-geral da Abin, Paulo Lacerda, com salário mensal de 17 mil dólares. Lacerda teria colocado a agência a serviço de Protógenes Queiroz, na Operação Satiagraha, para grampear telefones de diversas autoridades, inclusive do presidente do Supremo Tribunal Federal, Gilmar Mendes, o que Tarso Genro nega.

#### Cesare Battisti
Em 2009, Tarso, contrariando decisão anterior do Comitê Nacional para os Refugiados em 2008 e posição contrária do Itamaraty, concede refúgio político a Cesare Battisti (ativista), apresentando um relatório para fundamentar sua decisão. Tarso alegou que Battisti era perseguido político na Itália, embora a condenação tenha sido pela prática de crime comum, e não por crime político. Depois de sair a decisão que o condenava a prisão perpétua, Battisti apelou à justiça italiana e perdeu. O parecer do Ministério Público Federal sobre o caso chegou ao Supremo em janeiro de 2009, opinando pelo arquivamento do pedido de extradição, sem julgamento de mérito, em razão do artigo 33 da Lei 9 474/97. Após sucessivos adiamentos, em 8 de junho de 2011 o Supremo Tribunal Federal finalmente decidiu, por 6 votos a 3, pela libertação de Battisti.

### Contratação de profissionais da saúde sem concurso público
Em 2014 denunciado pelo Ministério Público do Rio Grande do Sul, o poder judiciário condenou Tarso Genro pelo crime de improbidade administrativa. Durante seu mandato na prefeitura de Porto Alegre, assim como em mandatos de outros prefeitos teriam sido feitas contratações de profissionais da área da saúde por meio de contratos temporários de maneira irregular. Da sentença, o político apresentou recurso em 2015, que não foi reconhecido pela 22ª Câmara Cível do Tribunal de Justiça do Rio Grande do Sul (TJ-RS), que manteve a condenação por improbidade administrativa dos ex-prefeitos de Porto Alegre Tarso Genro, Raul Pont e João Verle, todos do PT. Em agosto de 2020 a 1ª turma do STJ seguiu o entendimento do relator do recurso, o ministro Napoleão Nunes Maia Filho, e anulou a condenação de Tarso Genro, Raul Pont e João Verle. O Ministro ressaltou que em casos semelhantes o entendimento da corte é que não há improbidade administrativa e ainda mencionou que as contratações tinham como objetivo atender emergências e combater epidemias.

## Vida pessoal
Tarso Genro é casado com a jornalista Sandra Bitencourt, desde 2019. Tem duas filhas: a ex-deputada federal Luciana Genro (PSOL), que foi candidata à Presidência da República em 2014; e a médica Vanessa Krebs Genro. Além das filhas, tem duas enteadas Laura Bitencourt Barreras e Helena Bitencourt barreras. Possui também três netos: Fernando, jogador do Guarani de Venâncio Aires, filho de Luciana; e Rodrigo e Felipe, filhos de Vanessa. 
Tem origem familiar judaica, mas é religiosamente agnóstico.

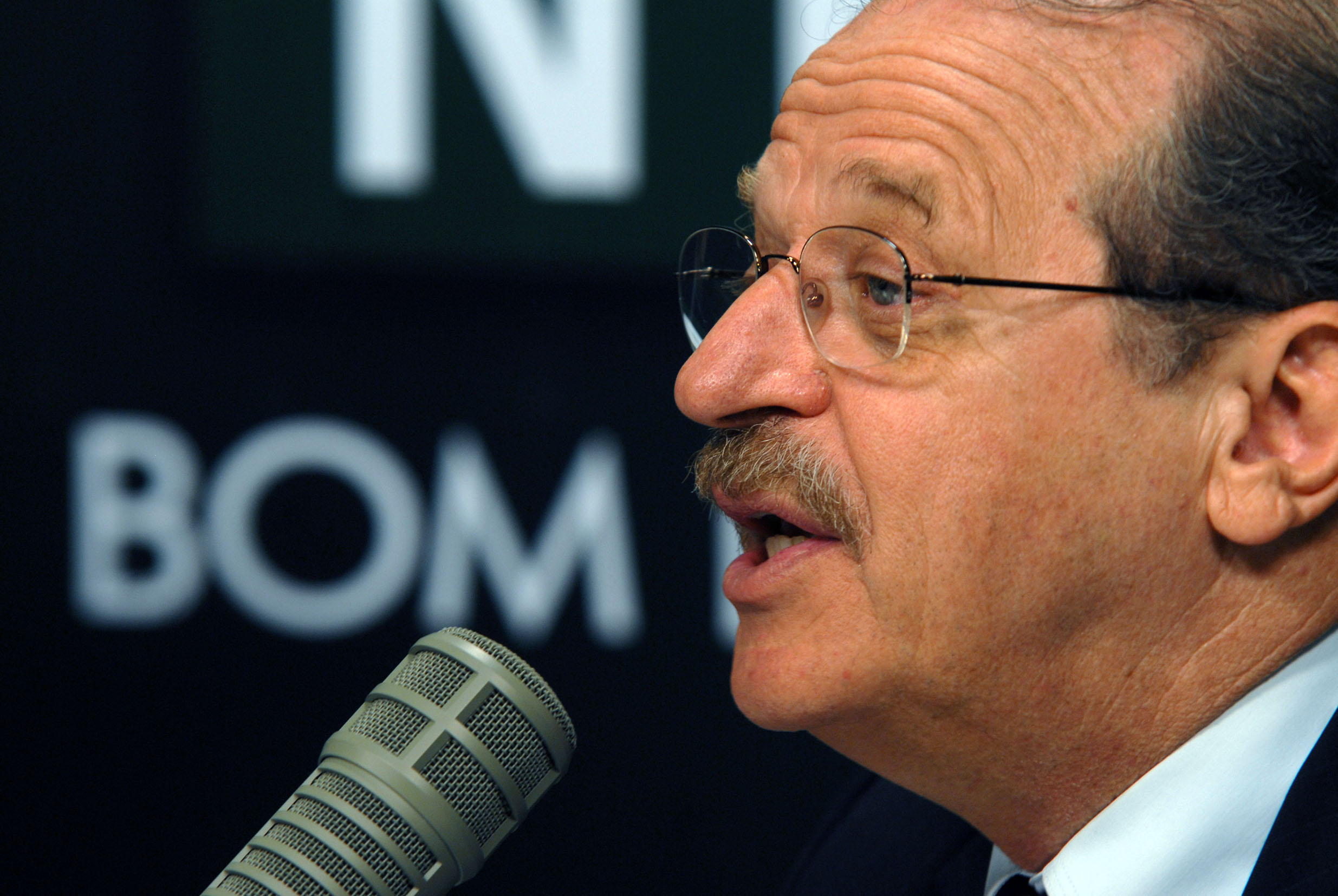
Tarso Genro, em 2008. Foto: Agência Brasil.

## Prêmios e honrarias
Em novembro de 2011, Tarso Genro assinou decreto concedendo a si próprio, assim como também haviam feito os governadores Ieda Crusius e Germano Rigotto, e a várias autoridades e políticos do Estado, a medalha de homenagem "Cruz de Ferro", por se destacarem no apoio da PM do Rio Grande do Sul. Essa medalha se junta a outras diversas honrarias, das quais se destacam:
- Proferiu aula magna na Faculdade de Direito da Universidade de Coimbra, em Portugal no dia 21 de abril de 2009.
- Membro do Instituto dos Advogados Brasileiros.
- Em 2002, recebeu a Medalha do Mérito da Administração da Fundação Getúlio Vargas (2002), o título Doutor Honoris Causa da Universidade Federal de Pelotas (2006), a Ordem Nacional do Mérito Científico (2006) e o título de Doutor Honoris Causa da Universidade de Santa Cruz (2008).
- Em 18 de julho de 2003, recebeu a Medalha Mérito Santos-Dumont do Ministério da Defesa, Comando da Aeronáutica.
- Em 8 de abril de 2004, foi condecorado com a Ordem do Mérito Militar no grau de Grande-Oficial especial pelo presidente Lula.[3]
- Em 16 de abril de 2004, foi condecorado com a Ordem de Rio Branco no grau de Grã-Cruz suplementar pelo mesmo.[4]
- Em 2005, recebeu a Medalha João Ribeiro, da Academia Brasileira de Letras.
- Em 13 de novembro de 2009, recebeu a medalha Mérito Farroupilha em Porto Alegre.
- Eleito, em abril de 2009, Membro da Academia Nacional de Direito do Trabalho.

Além disso, proferiu palestras e conferências em várias instituições nacionais e internacionais, como no BID (Banco Interamericano de Desenvolvimento), Banco Mundial, universidades públicas e privadas, como a “Ecole de Hautes Etudes en Sciences Sociales”, em Paris, sobre “Globalização, exclusão social e reforma do Estado: os desafios brasileiros” (1997 e 1999); na Universidade de Coimbra, sobre o tema “O desafio da globalização à teoria democrática” (1997); professor convidado na Universidade de Andaluzia, Espanha (1998).